# تاد اندروز
تاد اندروز (انگلیسی: Tod Andrews; زاده ۱۰ نوامبر ۱۹۱۴ – درگذشته ۷ نوامبر ۱۹۷۲) هنرپیشه اهل ایالات متحده آمریکا بود.
از فیلم‌ها یا برنامه‌های تلویزیونی که وی در آن نقش داشته‌است می‌توان به نوزاد اشاره کرد.